# Тодуа, Севастьян
Севастьян Тодуа (груз. სევასტი თოდუა; 13 мая 1976, Марани, Абашский муниципалитет, Грузинская ССР, СССР) — грузинский футболист.

## Карьера
Карьеру начинал в во второй команде батумского «Динамо». Далее выступал за «Иберию». После чего выступал за клуб «ВИТ Джорджия» и тбилисский «Локомотив». С 2001 года выступал за «Торпедо» из Кутаиси. Летом 2002 на правах аренды перешёл в российский «Уралан», дебютировал в чемпионате России 11 сентября в выездном матче 23-го тура против «Шинника». В середине декабря стало ясно, что Тодуа, у которого закончился срок аренды, покинет «Уралан». После чего вёл переговоры с владикавказской «Аланией». Однако вернулся в «Торпедо». С 2005 по 2009 годы выступал за «Зестафони». В 2009 году — за «Олимпи» из Рустави. После чего сменил ряд грузинских клубов. Завершил карьеру в «Сулори».